# 周世

周世（すせ）は、兵庫県赤穂市中央部に位置する町。郵便番号は678-0162。

## 概要
周世は南で千種川と接しており北では高雄山があるなど自然豊かな地域で四季折々の風景を望むことができる。八幡神社をはじめとした歴史的な建物も数多く残っており正月には獅子舞いが町内を周り子供の頭を噛む行事が行われるなど季節ごとに地域内で伝統的な行事が行われる。平野部では田が目立つ。

## 人口
町内に男性は115人、女性は127人の合計242人が住んでおり、世帯総数は79である。(2020年国勢調査より)。

## 歴史

### 沿革
1889年(明治22年)-現在の木津、目坂、高雄、真殿、中山とともに高雄村となる。

1951年(昭和26年)-赤穂市となる。

## 地理
北に有年横尾、北東に若狭野町若狭野と若狭野町雨内、東に佐方、南東に高野、南に高雄、南西に真殿と接する。

町の北側は山に囲われており、北西には高雄山がある。

### 河川

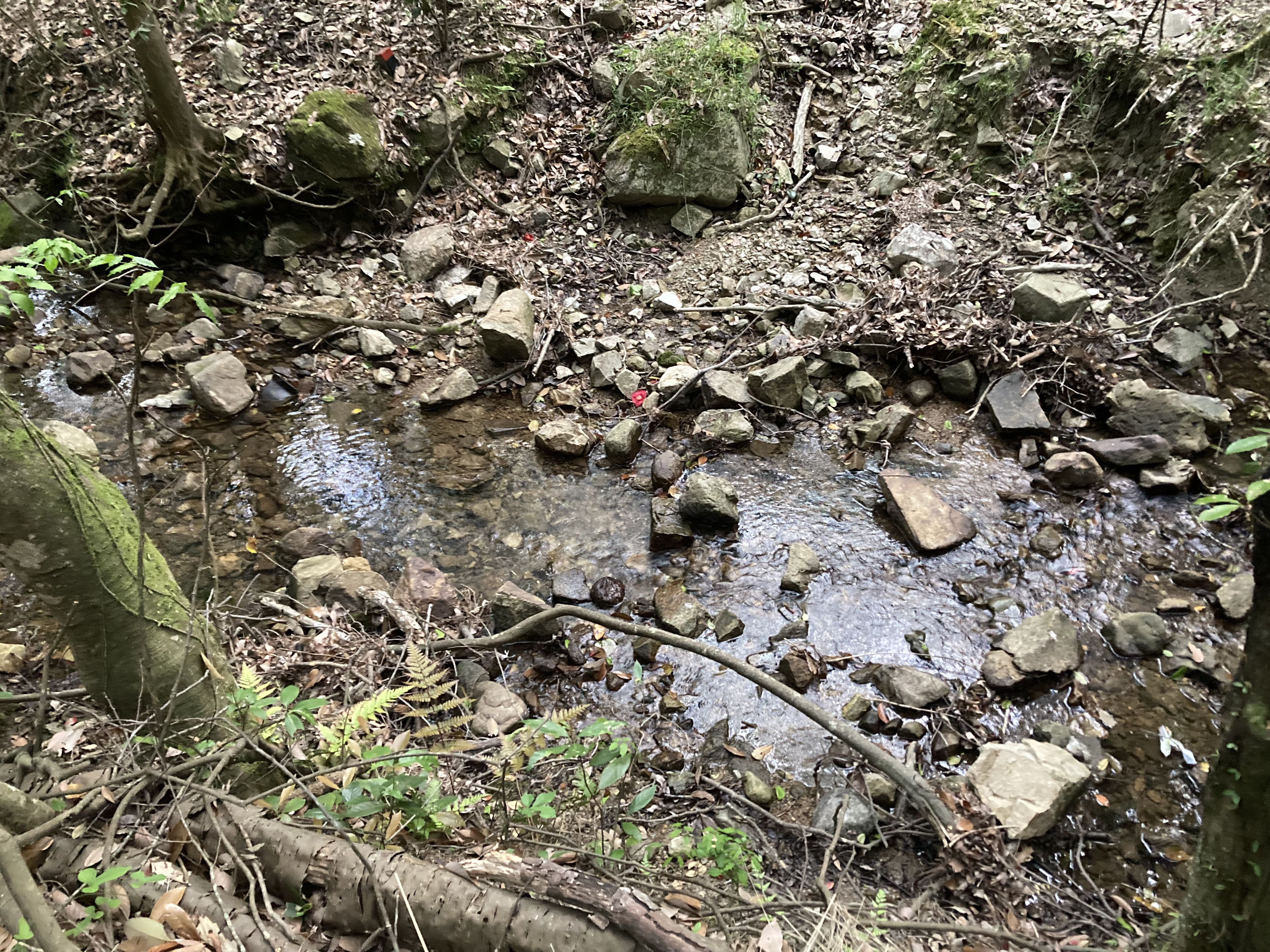
千種川水系の水木原川。

南は二級河川である千種川と面している。千種川は周世付近で流れを北東から南へと大きく方向を変える。ちょうどその地点で、周世北側の山に源をなし周世町内を流れてきた黒谷川が千種川に合流する。
- 千種川
- 黒谷川
- 入相川
- 水木原川
- 西水木原川
- 宮裏川

## 交通

### 鉄道
2024年現在町内を走る鉄道はなく、最寄りの鉄道駅は赤穂線の坂越駅または山陽本線の有年駅。
町内を山陽新幹線が通るが、駅はない。新幹線の最寄り駅は相生駅。

また1951年までは周世集落を赤穂鉄道が通っており、町内に1925年から周世駅が存在した。
赤穂鉄道の軌道は周世と高雄の間の千種川を越える際の橋梁が存在しており、現在自動車が走行可能な橋の東側に並ぶように架かっていた。現在ではその痕跡はわずかに残った橋の支柱の基礎部分のみとなっている。そのほかの周世を通る赤穂鉄道の軌道跡の区間は道路として活用されている。

### バス
町内に「周世ふれあい広場」というバス停が存在し、赤穂市が運営するコミュニティバスである「市内循環バスゆらのすけ」が運航しており、赤穂中心部や有年駅方面への移動が可能である。火曜日、木曜日、土曜日のみ上り下り3便ずつの運航で年末年始は運休する。

### 道路
- 兵庫県道457号線
- 兵庫県道459号線
- 兵庫県道525号線

## 学区
小学生は高雄にある高雄小学校、中学生は坂越にある坂越中学校に登校する。

また赤穂市内で最も周世から近い高校は兵庫県立赤穂高等学校で徒歩だと2時間程度かかる。

## 観光
町内を山陽新幹線の高架が横切っているため新幹線の撮影が可能である。また町の北側には高雄山が存在しており、山頂に展望所があるため登山客が多い。

また「赤穂ふれあいの森高雄山荘」があり、こちらは兵庫県道457号線から山道を通り車でアクセスが可能である。また山中には赤穂藩の大石良尾が寄進したといわれている手水鉢や寺院の跡地が存在する。これらは整備された登山道ですべてアクセスが可能である。

## 施設
- 赤穂市不燃物最終処分場
- 周世ふれあい市場
- 赤穂ふれあいの森高雄山荘

## ギャラリー

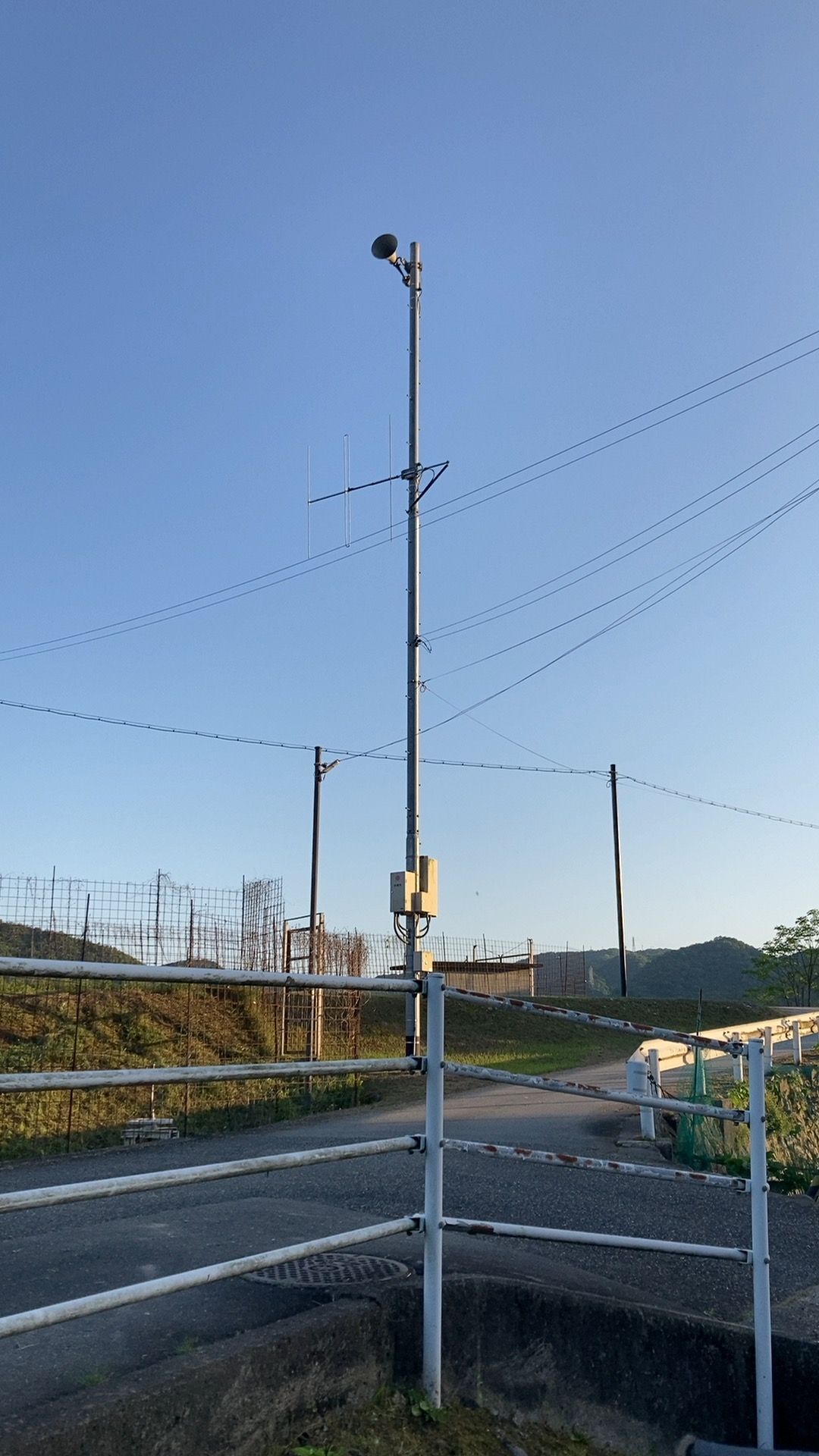
周世に存在するサイレン、普段は午後6時を知らせる役割を果たす。